# Baishiyi
Baishiyi (kinesiska: 白市驿) är en köping i sydvästra Kina. Den ligger i stadsdistriktet Jiulongpo i storstadsområdet Chongqing, omkring 20 kilometer väster om det centrala stadsdistriktet Yuzhong. Antalet invånare är 74 989. Befolkningen består av 35 127 kvinnor och 39 862 män. Barn under 15 år utgör 11,0 %, vuxna 15-64 år 80 %, och äldre över 65 år 7,0 %.